# European Boxing Union
L'European Boxing Union, conosciuta tra gli appassionati anche con l'acronimo EBU, è una organizzazione che supervisiona il pugilato nel continente europeo.

## Storia
La prima federazione pugilistica europea è stata l'International Boxing Union (IBU) nata a Parigi nel 1910.
Durante la maggior parte del XX secolo, soprattutto nei primi decenni, l'IBU ha riconosciuto molti combattimenti per il titolo mondiale. Si trovava in competizione con l'americana National Boxing Association (NBA), che organizzava le lotte per il titolo mondiale più ampiamente riconosciute.
L'International Boxing Union ha attraversato un periodo di difficoltà economiche durante la seconda guerra mondiale. Poiché una delle regole più importanti dell'organizzazione è che ogni pugile che lotta per un titolo deve essere cittadino e residente di un paese europeo, e tutti i combattimenti devono essere tenuti in Europa, in quel periodo era diventato molto difficile, se non quasi impossibile, organizzare combattimenti.
Nel 1946 si è trasformata nella European Boxing Union.
Nel 1963, la National Boxing Association è diventata la World Boxing Association (WBA). Sempre in quell'anno, e nata la WBC quando il presidente del Messico, Adolfo Lopez Mateos, ha invitato il New York State Athletic Commission, l'EBU, la BBBofC, e le organizzazioni nazionali di altri paesi, per formare questa nuova federazione.
Durante il 1990, l'EBU ha avuto alcuni importanti sviluppi, come ad esempio cominciando a riconoscere titoli femminili, ed accogliere il paese ex jugoslavo Bosnia-Erzegovina come membro.
Vincere un titolo EBU è considerato importante, anche se non necessario, da molti pugili europei, come trampolino di lancio per un titolo mondiale delle quattro organizzazioni più ampiamente riconosciute nel mondo di pugilato, IBF, WBO, WBA e WBC.
In seguito alla formazione dell'Unione europea, l'EBU ha promosso dei titoli minori, per i paesi dell'Unione (titolo EBU - EU) e per gli altri (titolo EBU - EE), mentre il titolo principale copre tutti i 50 paesi del continente.
Molti pugili italiani hanno detenuto il massimo titolo europeo. Tra questi Leonard Bundu, Orlando Fiordigiglio, Matteo Signani, Luca Rigoldi, Emanuele Blandamura, Emiliano Marsili, Gianluca Branco, ed altri ancora.